# IC 4773
IC 4773 је спирална галаксија у сазвјежђу Паун која се налази на листи објеката дубоког неба у Индекс каталогу.
Деклинација објекта је - 69° 55' 34" а ректасцензија 18h 51m 21,5s. Привидна величина (магнитуда) објекта IC 4773 износи 13,8 а фотографска магнитуда 14,4. IC 4773 је још познат и под ознакама ESO 72-2, PGC 62498.